# Economía aplicada

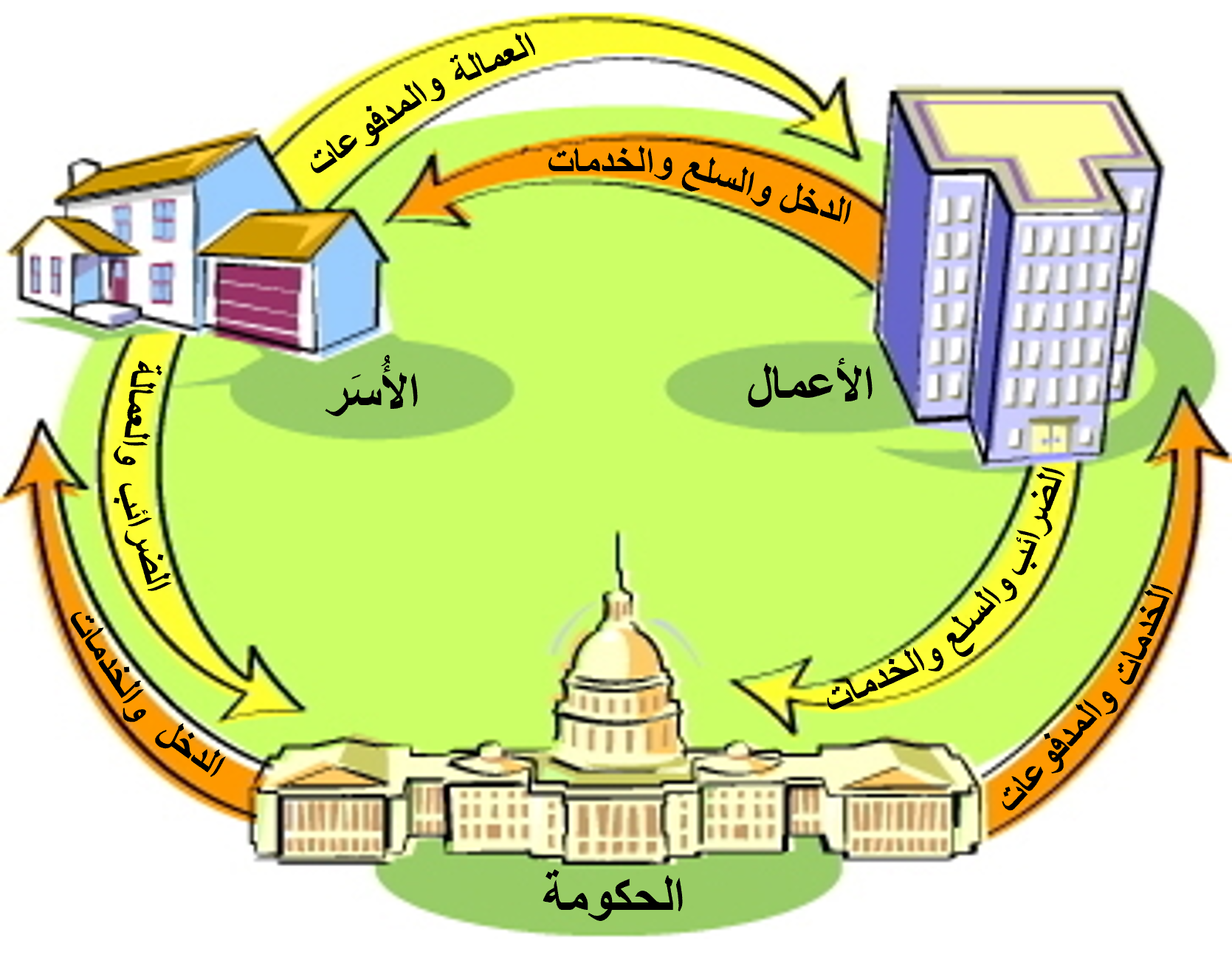
Caricatura del concepto de flujo circular en economía.

La economía aplicada es el estudio en lo que respecta a la aplicación de la teoría económica y los diversos métodos de análisis como las matemáticas aplicadas, la econometría, la ciencia de datos, el aprendizaje automático y la computación científica en entornos específicos y concretos de la economía. En este sentido, se caracteriza típicamente por su aplicación para abordar problemas prácticos en una variedad de campos, incluida la economía de la empresa, la organización industrial, el desarrollo económico, la economía digital, la economía financiera, la política económica, la economía institucional, la economía del comportamiento, la economía computacional, la economía pública, la economía demográfica, la economía laboral, la economía agrícola, la economía del desarrollo, la economía de la educación, la ingeniería económica, la economía ambiental, la economía de la salud, la economía monetaria, la economía política, la historia económica, entre otros. 
Por una parte, desde la perspectiva empresarial, el propósito de la economía aplicada es el análisis de datos económicos del entorno para la orientación en el desarrollo de productos y en general la toma de decisiones que puedan generar valor económico o social. Por otra parte, desde la perspectiva del desarrollo económico, el propósito de la economía aplicada es mejorar la calidad de las instituciones económicas, la adecuada formulación y aplicación de políticas económicas y la optimización de las prácticas comerciales.
El proceso a menudo implica una reducción en el nivel de abstracción de esta teoría central. Hay una variedad de enfoques que incluyen no solo la estimación empírica utilizando econometría, ciencia de datos, análisis de entrada-salida o simulaciones computacionales, sino también estudios de casos, analogía histórica y el llamado sentido común o «lengua vernácula». Esta variedad de enfoques es indicativa de lo que, según Roger Backhouse y Jeff Biddle, es la naturaleza ambigua del concepto de economía aplicada. Es un concepto con múltiples significados. Entre amplias distinciones metodológicas, una fuente no lo ubica en la economía positiva ni normativa, sino en el arte de la economía, glosado como «lo que hacen la mayoría de los economistas».

## Orígenes del término
El origen y los significados de la economía aplicada tienen una larga historia que se remonta a los escritos de Say y Mill. Say escribió sobre «aplicar» los «principios generales de la economía política» para «determinar la regla de acción de cualquier combinación de circunstancias que se nos presente». El título completo de la obra de Mill (1848) es Principios de economía política con algunas de sus aplicaciones a la filosofía social.

## Discusión de Keynes
John Neville Keynes fue quizás el primero en utilizar la frase «economía aplicada». Señaló que la «escuela inglesa» (John Stuart Mill, John Elliott Cairnes y Nassau William Senior ) creía que la economía política era una ciencia deductiva, abstracta y positiva; y que esta escuela hizo una clara distinción «entre la propia economía política y sus aplicaciones a la práctica» (1917, 12). Esta escuela pensaba que se podía establecer un cuerpo general de teoría a través del razonamiento abstracto. – no confiar en un amplio conocimiento de los hechos económicos. Desde este punto de vista, aplicar esta teoría implicaba tener en cuenta algunos de los factores ignorados en la construcción de las teorías abstractas. Keynes escribió sobre la aplicación de las leyes hipotéticas de la economía política para interpretar y explicar «hechos industriales concretos». La cuestión de la distinción conceptual entre la economía política como ciencia (que implica la formulación de leyes que rigen la producción y distribución de la riqueza) y la economía política como arte (que utiliza las leyes para abordar problemas prácticos).
Mientras observaba el punto de vista rival de los economistas históricos, quienes creían que las metas que perseguían los hacedores de políticas y los medios para alcanzarlas eran una parte integral de la ciencia económica, John Neville Keynes creía en la conveniencia de la distinción de la «Escuela Inglesa» entre el descubrimiento de los principios y su aplicación (1917, 54).
De hecho, fue él quien propuso utilizar la frase «economía aplicada» en lugar de «el arte de la economía política». Keynes discutió además los usos de las frases economía política aplicada y economía aplicada y señaló tres usos diferentes:
1. en el sentido sugerido en el texto [en asociación con el arte de la economía política];
2. designar la aplicación de la teoría económica a la interpretación y explicación de fenómenos económicos particulares, sin referencia necesaria, sin embargo, a la solución de cuestiones prácticas;
3. diferenciar las porciones más concretas y especializadas de la doctrina económica de aquellas doctrinas más abstractas que se considera impregnan todo el razonamiento económico. (1917, 58-59) y aplicando las teorías de la economía sobre lo que tenemos en realidad para conseguir una empresa sana y la prosperidad empresarial.

## Uso del término por otros economistas delsigloXIXy principios delXX
Léon Walras, por ejemplo, planeó organizar su obra principal en volúmenes sobre economía «pura», «aplicada» y «social». Jaffé (1983) describe el plan de Walras como una distinción entre lo que es verdadero, útil y justo. Al usar el término verdadero, Walras se refirió a proposiciones que necesariamente se derivan de la naturaleza de las cosas. La economía pura implica entonces lógica pura. La economía aplicada implica examinar formas de lograr objetivos prácticos y requiere emitir juicios sobre si la lógica de la economía pura era relevante o no para el mundo real. La economía social también presumía la economía pura, pero se ocupaba de una gama diferente de cuestiones que la economía aplicada.
Vilfredo Pareto ([1906] 1971, 104) sigue un uso similar que sugiere que la economía podría comenzar eliminando lo que es esencial para examinar los problemas reducidos a su principal y esencial. Distingue entre «economía pura» de «economía aplicada» con la economía pura que contiene solo las principales líneas de argumentación y la economía aplicada que implica el suministro de detalles.
Joseph Schumpeter (1954, 23) se refirió a algunos campos aplicados de la economía cuya repetición podría ayudar a resaltar algunos de los temas involucrados en lo que implica definir la economía aplicada. Discutió los siguientes campos:
1. aquellos que normalmente se consideran parte de la economía pero que también se analizan individualmente para permitir una mayor atención a los detalles, por ejemplo, dinero y banca, comercio, ciclos y ubicación
2. aquellos que son independientes de la economía, pero se necesita estudiarlos para la economía. Estos incluyen temas como contabilidad, ciencia actuarial y seguros.
3. las que son áreas de política pública: agricultura, trabajo, transporte, industrias de servicios públicos, control de la industria y finanzas públicas
4. sistemas económicos comparativos
5. demografía
6. estudios de área

## Visiones más modernas

### Visión general
La economía dominante moderna sostiene la opinión de que existe un cuerpo de teoría económica abstracta, el «núcleo», y la economía aplicada involucra al practicante en la reducción de algunos elementos de la abstracción de esto para examinar cuestiones particulares. Esta disminución del nivel de abstracción puede implicar:
- reetiquetar las variables como conceptos más específicos y concretos;
- proporcionar alguna estructura que permita sacar conclusiones más detalladas;
- producir estimaciones numéricas para algunos de los parámetros;
- usar el análisis para interpretar los fenómenos del mundo real que se interpretan como ejemplos de una clase más general de eventos que la teoría central podría usarse para examinar.

### La economía como ciencia
Pesaran y Harcourt (2000) describen el intento de Stone de enfrentar el desafío de hacer de la economía una ciencia combinando la teoría y la medición dentro de un marco cohesivo. Informan sobre la propuesta de Stone para el establecimiento del ahora famoso Departamento de Economía Aplicada en Cambridge. Stone argumentó que:
«El objetivo último de la economía aplicada es aumentar el bienestar humano mediante la investigación y el análisis de los problemas económicos del mundo real. Es la opinión del Departamento que esto puede lograrse mejor mediante la síntesis de tres tipos de estudio que ahora tienden a realizarse en forma aislada. El Departamento se concentrará simultáneamente en el trabajo de observaciones, es decir, el descubrimiento y preparación de datos; la evaluación teórica de los problemas, es decir, la formulación de hipótesis en una forma adecuada para la comprobación cuantitativa; y el desarrollo de métodos estadísticos apropiados a los problemas especiales de información económica. El carácter especial del enfoque del Departamento a los problemas del mundo real residirá en este intento de síntesis sistemática». (Stone en Pesaran y Harcourt (2000) págs. 149–150)

### Otras visiones
La base de los enfoques rivales tiende a ser la negación de que se pueda hacer una teoría sólida sin algún vínculo concreto con su área de aplicación. Así argumentan tanto la Escuela Histórica del siglo XIX como la economía institucional del siglo XX. Mitchell (1936) señaló que quienes trabajaban en «campos especializados» tenían poco uso para el tipo de teoría cualitativa postulada por Marshall y Jevons. Mitchell sugirió que el conocimiento de los «mercados reales» daría lugar a la complejidad y el contenido de la teoría económica (Mitchell 1937, 26-28). Friedman compartió esta opinión de que los conceptos teóricos podrían o deberían surgir del análisis de datos del mundo real. Tanto para Mitchell como para Friedman, la economía debería implicar una interacción entre el examen de datos y la formulación de hipótesis.
Otro tema que está relacionado con la crítica de McCloskey. Esto es, los economistas no practican necesariamente lo que predican. En este contexto, esa es la afirmación de ser un «economista aplicado», es solo una forma abreviada de decir que están mirando la economía real. Lo que se está aplicando no necesita ser «teoría económica», como se define convencionalmente, sino algo más básico. Eli Devons hizo una distinción entre tres tipos diferentes de «cosas», cualquiera de las cuales podría aplicarse:
- modelos teóricos;
- axiomas de sentido común y
- conceptos teóricos.

### Revistas

#### Journal of Applied Economics
El Journal of Applied Economics pública contribuciones originales sobre temas aplicados en micro y macroeconomía. Los criterios principales para la selección de artículos son la calidad y la importancia para el campo. Se recomiendan especialmente los artículos basados en un problema de investigación bien motivado que haga una contribución concreta a la economía empírica o la teoría aplicada.

#### Applied Economics
Applied Economics es una revista que interpreta su área temática como «la aplicación del análisis económico a problemas específicos tanto del sector público como del privado» y busca publicar «estudios cuantitativos cuyos resultados sean de utilidad en el campo práctico» y así puede ayudar a «acercar la teoría económica a la realidad»; Applied Economics es una revista líder revisada por pares en economía y sus aplicaciones prácticas. 

#### American Economic Journal: Economía Aplicada
Esta revista trimestral que comenzó a publicarse en 2009 es de la Asociación Económica estadounidense . Publica artículos sobre una variedad de temas en economía aplicada, en particular cuestiones microeconómicas empíricas, como economía laboral, microeconomía del desarrollo, salud, educación, demografía, finanzas corporativas empíricas, estudios empíricos de comercio y economía conductual empírica.

#### Applied Economic Perspectives and Policy
Applied Economic Perspectives and Policy (en español: Perspectivas y políticas de economía aplicada) es la principal revista revisada por pares de economía aplicada y política. Publicada cuatro veces al año por Oxford University Press, es una de las dos revistas publicadas por la Asociación de Economía Agrícola y Aplicada (AAEA), junto con la Revista estadounidense de Economía Agrícola (AJAE). Hoy es la revista líder en 'economía aplicada' con un factor de impacto de 1.552 en 2011. El propósito de AEPP es analizar áreas de investigación económica aplicada actual en un esfuerzo por informar a los responsables políticos y tomadores de decisiones; y generar conexiones entre los subcampos de la economía agrícola y aplicada para enfocar futuras investigaciones y aumentar el conocimiento de los que están en el campo sobre el impacto de la política pública.

## Crítica
Backhouse y Biddle argumentan que la opinión dominante, que existe un «núcleo teórico» aceptado y que esto se puede aplicar en una variedad de áreas, se basa en que este núcleo tiene características específicas, a saber, que tiene un amplio alcance y se puede desarrollar. independientemente de las aplicaciones individuales. Pero señalan que, al igual que con la definición de economía aplicada en sí misma, existen diferentes puntos de vista dentro de la profesión económica en cuanto a lo que pertenece al núcleo, donde uno traza la línea entre la investigación que contribuye al núcleo y la investigación que aplica el núcleo, y la importancia o significado relativo de la investigación sobre temas en el núcleo frente a la investigación económica aplicada.
Algunos ejemplos de los problemas de la economía aplicada desde varios campos y temas:
- Ejemplos de problemas de economía aplicada: Macroeconomía

Un ejemplo de esto es la macroeconomía. En las décadas de 1960 y 1970, la macroeconomía era parte del núcleo de la materia, porque la macroeconomía no solo era lo suficientemente importante como para ser parte de la formación de cualquier economista, sino que también incorporaba un conjunto de conceptos y principios que no se encuentran en la teoría microeconómica. Sin embargo, el reemplazo del enfoque keynesiano de la macroeconomía con la nueva macroeconomía clásica y sus sucesores, la macroeconomía ahora podría ser considerada por la corriente principal como una mera aplicación de la teoría microeconómica.
- Ejemplos de problemas de economía aplicada: Economía del Desarrollo

Otro ejemplo es la situación dentro de la economía del desarrollo. A lo largo de las décadas de 1950 y 1960, la mayoría de los economistas del desarrollo consideraban que la aplicación de la teoría microeconómica «central» estándar a su área era totalmente inapropiada. Un conjunto alternativo de modelos proporcionó su núcleo. Esto podría describirse mejor como el enfoque estructuralista. Más recientemente, los textos de economía del desarrollo han proporcionado aplicaciones de la teoría central dominante.
- Ejemplos de problemas de economía aplicada: Teoría del Crecimiento Económico

Comim utiliza la historia de la economía del crecimiento para ilustrar la naturaleza histórica del concepto de economía aplicada. Primero analiza la perspectiva de los puntos de vista de los teóricos sobre la dimensión aplicada de su trabajo y examina cada uno desde la perspectiva del trabajo realizado en el Departamento de Economía Aplicada de la Universidad de Cambridge. Hace hincapié en las divergencias relativas a la comprensión de los economistas sobre el uso adecuado de la teoría económica, divergencias que en última instancia podrían revelar la influencia de distintas prácticas en lo que respecta a la economía aplicada y el papel de los entornos institucionales.
- Ejemplos de problemas de economía aplicada: la controversia del salario mínimo

Leonard señala un área de desacuerdo entre los economistas aplicados que se hizo famosa en los Estados Unidos. Esa fue la controversia del salario mínimo. Señala que la fiereza de esta controversia fue extraña porque los efectos probables fueron pequeños y que varias cuestiones políticas aparentemente más importantes como la reforma de derechos, el seguro médico, o el cálculo del IPC no generaron nada parecido a la tormenta. Su explicación es que, si bien esta controversia no fue especialmente importante para la economía como actividad, sí fue muy importante para la ciencia económica y para la consideración de esta como una ciencia relevante para las políticas públicas. Su explicación para esto es que la investigación del salario mínimo llegó a ser vista como una prueba de la utilidad de aplicar la teoría neoclásica de precios a los salarios y el empleo. En otras palabras, no fue solo una disputa técnica sobre cosas tales como el signo y el tamaño de la elasticidad-salario, sino más bien una parte de una larga disputa metodológica sobre si la teoría neoclásica de precios es en realidad de alguna utilidad.
- Una crítica al dominio de la econometría

Swann (2006) cuestiona el predominio de tales técnicas econométricas dentro de la economía aplicada y sugiere que lo que él describe como «la lengua vernácula de la práctica económica cotidiana» debería tomarse en serio. Swann señala que la posición privilegiada de la econometría no ha sido respaldada por sus decepcionantes resultados y más bien sugiere que otras técnicas aplicadas, las vernáculas, también son dignas de consideración. Estos enfoques de la economía aplicada incluyen la simulación, la ingeniería económica, los estudios de casos y el sentido común.